# Ascanio II. Piccolomini

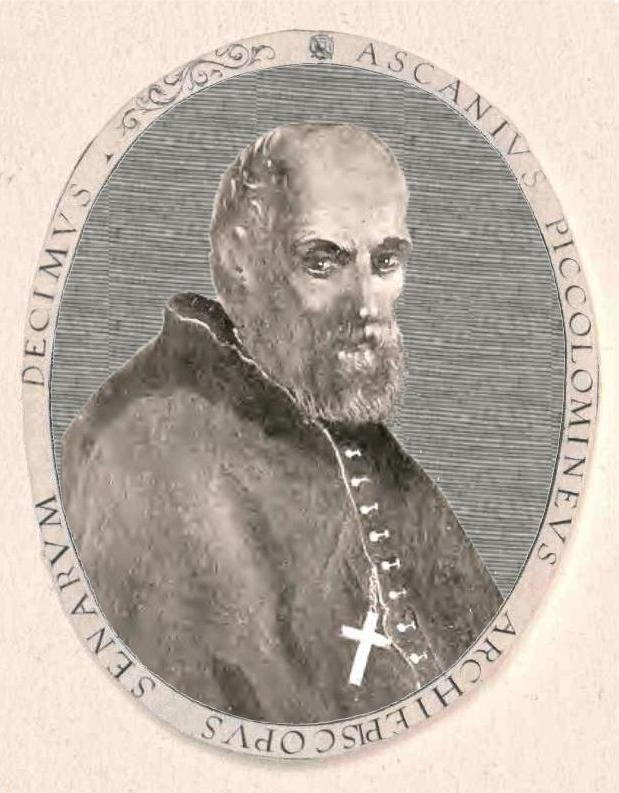
Erzbischof Ascanio II. Piccolomini

Ascanio II. Piccolomini (* 1596 in Florenz; † 14. September 1671 in Rom) war ein italienischer römisch-katholischer Erzbischof von Siena.

## Biografie
Er wurde in Florenz als Sohn von Silvio Piccolomini geboren, damit war er ein älterer Bruder Ottavio Piccolominis, des kaiserlichen Feldherrn im Dreißigjährigen Krieg. Ascanio wuchs in Florenz auf, wo sein Vater Erzieher von Cosimo II. de’ Medici war, und schloss 1622 sein Universitätsstudium ab.
1622 trat er unter dem Pontifikat von Papst Urban VIII. in die Dienste von Kardinal Francesco Barberini. Danach wurde er 1628 zum zehnten Erzbischof der Diözese Siena ernannt, wo er bis 1671 blieb. 1671 übersiedelte er nach Rom und starb im selben Jahr.
Unter dem Pontifikat von Papst Alexander VII. , geborener Fabio Chigi, kümmerte er sich um einige wichtige Projekte für die Realisierung und Renovierung von architektonischen und künstlerischen Werken in Siena. 
In seiner Jugend lernte er auch Galileo Galilei am Hof der Medici kennen (Galilei besserte sein Einkommen durch Privatunterricht auf, auch bei den Medici selbst) und interessierte sich auch für Naturwissenschaften und Mathematik. Nachdem es Piccolomini gelungen war, die im Jahre 1633 verhängte ursprüngliche formale Haftstrafe des Heiligen Offiziums in Hausarrest zunächst in seiner Residenz umzuwandeln zu lassen, hielt sich Galilei von Juli bis Dezember 1633 in der Residenz von Piccolomini in Siena (im „Palazzo delle Papesse“) auf.
Gerade während seines Aufenthalts in Siena konnte Galilei, wie er in einem Brief seinem Freunde Elia Diodati mitteilte, mit größerer Ruhe einen Traktat verfassen, der unter dem Titel Discorsi e dimostrazioni matematiche intorno a due nuove scienze erst 1638 in Leiden veröffentlicht werden sollte.